# Dayton (pomme)
Pour les articles homonymes, voir Dayton.
Dayton est un cultivar de pommier domestique (Malus Pumila Dayton).

## Origine
1988, PRI, USA

## Parenté
La pomme Dayton résulte du croisement NJ 123249 × PRI 1235-100.

## Maladies
La variété Dayton possède le gène Vf de résistance aux races communes de tavelure du pommier.

## Culture
Sa résistance aux maladies en fait une variété appropriée à l'agriculture et à l'horticulture respectueuses de l'environnement.